# Северо-центральная часть штата Пиауи (мезорегион)

Северо-центральная часть штата Пиауи на карте.

Северо-центральная часть штата Пиауи (порт. Mesorregião do Centro-Norte Piauiense) — административно-статистический мезорегион в Бразилии, входит в штат Пиауи. Население составляет 1 454 466 человек на 2010 год. Площадь — 55 254,431 км². Плотность населения — 26,32 чел./км².

## Демография
Согласно сведениям, собранным в ходе переписи 2010 г. Национальным институтом географии и статистики (IBGE), население мезорегиона составляет:
| Полное население                            | Полное население                            | Полное население                            | Полное население                            | 1 454 466 |
| ------------------------------------------- | ------------------------------------------- | ------------------------------------------- | ------------------------------------------- | --------- |
| в том числе:                                | Городское население                         | 1 129 160                                   | Процент городского населения, %             | 77,63     |
|                                             | Сельское население                          | 325 306                                     | Процент сельского населения, %              | 22,37     |
|                                             | Мужское население                           | 698 011                                     | Процент мужского населения, %               | 47,99     |
|                                             | Женское население                           | 756 455                                     | Процент женского населения, %               | 52,01     |
| Плотность населения, чел/км²                | Плотность населения, чел/км²                | Плотность населения, чел/км²                | Плотность населения, чел/км²                | 26,32     |
| Население мезорегиона в % к населению штата | Население мезорегиона в % к населению штата | Население мезорегиона в % к населению штата | Население мезорегиона в % к населению штата | 46,64     |

## Статистика
- Валовой внутренний продукт на 2003 год составляет 4 514 201 553,00 реалов (данные: Бразильский институт географии и статистики).
- Валовой внутренний продукт на душу населения на 2003 год составляет 3300,38 реалов (данные: Бразильский институт географии и статистики).
- Индекс развития человеческого потенциала на 2000 год составляет 0,694 (данные: Программа развития ООН).

## Состав мезорегиона
В мезорегион входят следующие микрорегионы:
1. Кампу-Майор
2. Терезина
3. Валенса-ду-Пиауи
4. Медиу-Парнаиба-Пиауиенси